# Diana Al-Hadid
Diana Al-Hadid (Aleppo, Siria; 1981) es una artista contemporánea siria radicada en Brooklyn, Nueva York. 
Recibió el pregrado de Bellas Artes (BFA) en escultura de la Universidad Estatal de Kent de Ohio (2003), graduada  (MFA) en escultura por la Virginia Commonwealth University, Richmond (2005), residente de la  Skowhegan School of Painting and Sculpture, Skowhegan, Maine (2007).

## Práctica artística
Al-Hadid construye grandes esculturas arquitectónicas en diferentes materiales, como el poliestireno, yeso, fibra de vidrio, madera y cera. Estos materiales se combinan para dar a la obra la sensación de extrema fragilidad e inmediatez, en contraste con su escala monumental y construcción robusta. El aspecto físico de su trabajo contribuye a articular su preocupación por el derrumbe inevitable de las ambiciosa construccioness humanas. La Torre de Babel, las catedrales medievales, como la de Chartres, y los laberintos, como el laberinto de Creta se encuentran entre las muchas referencias que Al-Hadid utiliza para ilustrar su todo,  a un tiempo con grandilocuencia histórica y profundidad  personal. 
Su último espectáculo,  Reverse Collider  (2008), integra su interés en la "arquitectura imposible" con el instrumento científico moderno que ha inspirado el título de la exposición, el Large Hadron Collider (Gran Colisionador de Hadrones) (LHC). Para Al-Hadid, este acelerador de partículas representa un argumento "en contra del infinito"     Es un recordatorio, como la Torre de Babel, de los peligros de la arrogancia y la naturaleza cíclica de la creación y destrucción.

### Selección de exposiciones individuales
- La Conservera, Centro de Arte Contemporáneo, Murcia, España (2011)
- Ladrón de Agua - Water Thief, Museo Hammer , Los Angeles CA (2010)
- Colisionador de reversa - Reverse Collider, Galería Perry Rubenstein , Nueva York, NY (2008)
- Registro de un universo mortal - Record of a Mortal Universe, Perry Rubenstein Gallery, Nueva York, NY (2007)
- El enfoque gradual de mi desintegración - The Gradual Approach of My Disintegration, Priska C. Juschka Fine Art, Nueva York, NY (2006)
- La envoltura de Pangea  (y el descenso más lento de la Gracia)-Pangaea's Blanket (and the Slowest Descent from Grace), Galería de Artes Visuales , Universidad DePauw , Greencastle, IN(2006)
- La Sala Cuarta - The Fourth Room, Vox Populi Gallery, Filadelfia, PA (2006)
- Montaña Inmodesta - Immodest Mountain, Arlington Art Center, Washington D. C. (2006)

### Selección de exposiciones colectivas
- Black Bile, Red Humour: Aspects of Melancholy, organizada por Oliver Zybok, Centro para las Artes y la Cultura, Montabaur, Alemania (2008)
- Agitation and Repose, coordinó Gregory Volk y Sabine Russ, Tanya Bonakdar Gallery,  Nueva York, NY (2007)
- Blood Meridian, curó David Hunt, Galerie Michael Janssen, Berlín (2007)

### Premios
- Nucci Award, USF Graphicstudio, Tampa, FL (2010)
- Nimoy Foundation Award , beca de estancia en el USF Institute for Research in Art (2010)
- Louis Comfort Tiffany Foundation Grant (2009)
- Fellow Award de la United States Artists (2009)[1]
- Pollock-Krasner Foundation Grant,  Nueva York, NY (2007)
- Artist-in-the-Marketplace Program, Bronx Museum,  Nueva York, NY (2006)
- Full Fellowship, Vermont Studio Center, Johnson, NY (2006)
- Sculpture Space, Utica, NY (2005)
- Vermont Studio Center, Johnson, NY (2005)